# Понлид, Вичан
Вичан Понлид (англ. Wijan Ponlid; род. 26 апреля 1976, Сукхотай, Таиланд) — тайский боксёр, Олимпийский чемпион 2000 года, чемпион Игр Юго-Восточной Азии 1999 года. Выступал в наилегчайшем весе (до 51 кг). После победы на Олимпиаде оставил спорт. Служит в полиции провинции Сукхотай, подполковник.

## Награды
- Офицер Ордена Дирекгунабхорна 4-го класса (2000);
- Командор Орден Короны Таиланда 3-го класса (2011);
- Командор Ордена Белого слона 3-го класса (2014).